# Karl von Berg (Politiker)
Karl Heinrich Ernst von Berg (* 6. Mai 1810 in Hannover; † 19. Juni 1894 in Oldenburg) war als Politiker langjähriger Oldenburgischer Innenminister und von 1874 bis 1876 oldenburgischer Ministerpräsident.

## Herkunft und Adelserhebung
Die Stammreihe seiner Familie beginnt mit Veit vom Berg (Vitus de Monte) (1541–1610), Pfarrer in Rüdisbronn (heute Ortsteil von Bad Windsheim) in Mittelfranken. Im 18. Jahrhundert wandelte die nichtadelige Familie ihren Namen vom Berg eigenmächtig in von Berg.
Berg entstammte einer Handwerker- und Beamtenfamilie. Er war der Sohn des großherzoglich oldenburgischen Geheimrats und Staatsminister Günther von Berg und dessen Ehefrau Amalie geb. Stromeyer (1777–1868). Sein Vater wurde für seine Verdienste beim Wiener Kongress und den nachfolgenden Verhandlungen am 19. Juni 1838 mit Diplom vom 29. August 1838 in Wien in den erblichen österreichischen Freiherrnstand erhoben. Die oldenburgische Anerkennung für ihn und seine direkten Nachkommen folgte am 7. Dezember 1838.

## Leben

### Ausbildung und Frühe Jahre
Infolge der häufig wechselnden Dienststellung des Vaters wuchs er in Hannover, Bückeburg, Frankfurt am Main und Oldenburg auf, wo er das Gymnasium besuchte. Von 1828 bis 1832 studierte er Jura  an den Universitäten Göttingen und Heidelberg und legte anschließend die vorgeschriebene Eingangsprüfung für den oldenburgischen Staatsdienst ab, in dem er aufgrund seiner Arbeitskraft und seiner Herkunft rasch Karriere machte. Er war zunächst als Auditor bei den Ämtern Zwischenahn und Rodenkirchen tätig, bestand 1836 das zweite Staatsexamen und wurde 1838 als Regierungssekretär nach Oldenburg versetzt. Die im gleichen Jahr erfolgende Erhebung des Vaters in den erblichen österreichischen Freiherrenstand brachte auch dem Sohn den Adelstitel und wenig später die Ernennung zum Kammerjunker. 1842 übernahm Berg als Amtmann die Verwaltung des Amtes Minsen und kehrte 1846 als Regierungsassessor in die Oldenburger Zentralbehörde zurück. Er beteiligte sich in dieser Zeit an der teilweise heftigen Debatte über die handelspolitische Orientierung des Landes und veröffentlichte 1835 anonym eine kleine Schrift, in der er sich für den Anschluss Oldenburgs an den von Hannover geführten Nordwestdeutschen Steuerverein aussprach, der 1836 auch erfolgte und für das Herzogtum insgesamt günstige Auswirkungen hatte. Allerdings erkannte Berg schon bald darauf, dass sich Oldenburg auf die Dauer nicht dem Sog des von Preußen geleiteten Zollvereins entziehen konnte. In einer 1842 wiederum anonym publizierten Broschüre trat er für einen möglichst raschen Beitritt ein, der jedoch wegen des Widerstandes der Regierung und wichtiger Gruppen der oldenburgischen Wirtschaft erst 1854 vollzogen wurde.

### Eintritt in die Regierung
Nach dem Ausbruch der Deutschen Revolution erhielt Berg im März 1848 den Sonderauftrag, Großherzog August I. laufend über die politischen Ereignisse und die Stimmung im Lande zu informieren. Durch seine nüchterne und präzise Lagebeurteilung erwarb er sich in diesen Monaten das Vertrauen des Großherzogs und konnte als Regierungskommissar bei der Versammlung der 34 erste Erfahrungen im Umgang mit den ungewohnten parlamentarischen Körperschaften sammeln. Im Oktober 1849 wurde er zum Ministerialrat befördert und trat am 13. Dezember 1849 auf ausdrücklichen Wunsch des Großherzogs in die neugebildete Regierung Buttel ein, in der er das Innenministerium übernahm. Der konservative Berg unterschied sich zwar in seinen politischen Anschauungen von dem gemäßigt liberalen Ministerpräsidenten, in den Fragen der praktischen Regierungspolitik stimmten die beiden Männer jedoch weitgehend überein. Buttel schätzte an Berg die Energie, das sichere Urteilsvermögen, das nüchterne und praxisorientierte Denken, der dadurch ein zuverlässiger und durch keinerlei Rücksichten zu beirrender Bundesgenosse war. Das Ministerium führte von Anfang an einen Zweifrontenkampf gegen die oppositionelle Landtagsmehrheit und gegen die autokratischen Einmischungsversuche des Großherzogs, die Buttel und Berg mit Hilfe mehrerer Rücktrittsangebote abwehren konnten. Ein Konflikt mit dem Landtag über das Militärbudget gab den letzten Anstoß für den Rücktritt der Regierung unter Buttel am 10. Mai 1851. Berg, der gleichzeitig zum Regierungsrat ernannt worden war, lehnte es zunächst ab, in die neugebildete Regierung Rössing einzutreten. Erst nach Beilegung des Streits über das Militärbudget übernahm er am 22. August 1851 erneut das Innenministerium und wurde zum Staatsrat ernannt. Am 1. Januar 1854 erhielt er wie die übrigen Regierungsmitglieder den Titel Minister und wurde schließlich am 6. Februar 1872 mit dem Titel Staatsminister ausgezeichnet.

### Spätes Wirken
Als verantwortlicher Innenminister war Berg maßgeblich an den tiefgreifenden Änderungen des Verfassungs- und Verwaltungsgefüges Oldenburgs in der zweiten Hälfte des 19. Jahrhunderts beteiligt. Dazu gehörten vor allem die Schaffung des im konservativen Sinne revidierten Staatsgrundgesetzes von 1852, die Einführung der Gemeindeordnung von 1855, die Trennung der Justiz von der Verwaltung, die 1857/58 begonnen wurde, sowie jene Verwaltungsreorganisationen, die als Folge des Beitritts Oldenburgs zum Norddeutschen Bund bzw. zum Deutschen Reich notwendig wurden. Unter seiner Federführung wurde das für die Wirtschaftsentwicklung wichtige Verkehrssystem des Landes erweitert und seit Mitte der 1860er Jahre der Bau der ersten Eisenbahnlinien sowie des Hunte-Ems-Kanals vorangetrieben. Berg war zweifellos die Hauptarbeitskraft in der Regierung Rössing und verstand es auch, die Regierungsvorlagen mit Energie und Geschick durch den Landtag zu steuern, dem er von 1851 bis 1857 selbst angehörte. Nach dem Tode Rössings wurde Berg am 29. Juni 1874 zum Vorsitzenden des Staatsministeriums ernannt und übernahm zusätzlich zum Innenministerium die Leitung des Departements des großherzoglichen Hauses und das Außenministerium. Seine Ministerpräsidentschaft endete allerdings schon nach zwei Jahren, da er wegen notwendiger Nachforderungen zum Eisenbahnbudget in einen schweren Konflikt mit dem Landesparlament geriet, dessen bäuerliche Mehrheit in Finanz- und Steuerfragen stets empfindlich reagierte. Die linksliberalen Abgeordneten unter Führung Gerhard Ahlhorns und Theodor Tantzens, die den Kampf mit dem Ministerium aufnahmen, machten taktisch geschickt die sachlich unbedeutende Frage eines Gehaltsregulatives für bestimmte Beamtengruppen zum Gegenstand der Machtprobe, da sie hier erfolgreich an die emotionalen Vorurteile der bäuerlichen Bevölkerung appellieren konnten. Die Regierung löste sofort den Landtag auf, doch brachten die Neuwahlen keine nennenswerte Änderung in der Zusammensetzung des Parlaments. Berg zog daraus die konstitutionellen Konsequenzen und bot dem Großherzog am 10. September 1876 den Rücktritt der Regierung an, den dieser am 1. Oktober 1876 genehmigte.

### Wertung seiner Tätigkeit in Oldenburg
Fast 26 Jahre – länger als jeder andere Minister seit Einführung des konstitutionellen Systems – leitete Berg das Innenministerium, das in dieser Zeit die entscheidende Schaltstelle für den umfassenden Bereich der inneren Verwaltung und wichtiger Teile der Wirtschaftspolitik darstellte. Er war kein schöpferischer, vorausblickender Staatsmann, sondern verkörperte, ähnlich wie sein Vater, den für den deutschen Konstitutionalismus charakteristischen Typ des gemäßigt konservativen Beamten-Ministers, der die Notwendigkeit von begrenzten Reformen zur Erhaltung des bestehenden Systems erkannte und diese mit Energie auch durchzusetzen verstand.

## Familie
Berg war seit dem 6. Mai 1840 verheiratet mit Adelheid Jacobea geb. von der Hellen (1818–1883), der Tochter des Gutsbesitzers Diedrich Wilhelm von der Hellen (1786–1862) und dessen Ehefrau Cornelia Johanne geb. Rom (1795–1819). Das Ehepaar hatte drei Töchter und drei Söhne:
- Günther Hans Dietrich (1841–1917), kaiserlicher Landforstmeister ⚭ 1868 Freiin Elsbeth von Berg (* 22. August 1843)
- Amalie Agnes Kornelia Marie  (* 21. April 1843) ⚭ 1870 August von Bomsdorff (* 18. September 1842; † 10. September 1912), General der Infanterie
- Adelheid Jacobea Elisabeth (* 19. März 1844) ⚭ 1868 Friedrich Goldschmidt (* 1836), preußischen Generalmajor
- Karl Edmund Dietrich Gerhard (1845–1899), preußischer Landgerichtsdirektor ⚭ 1876 Luise Anna Marie Hegeler (* 19. Mai 1854)
- Luise Hermine Ernestine (* 26. Juni 1851) ⚭ 1873 Eugen Mentz
- Gustav Hans Dietrich August (1853–1908), preußischer Generalmajor, Flügeladjutant des Kaisers ⚭ 1886 Stefanie Schaaffhausen (* 6. Juli 1866)

## Werke
- Über den Beitritt Oldenburgs zu dem Hannoverisch-Braunschweigischen Zollverband. Oldenburg. 1835.
- Oldenburgs Anschluss an den deutschen Zollverein. Oldenburg. 1842.
- Denkschrift über die Anlegung einer Fehncolonie im Bokeler Moor. Zusammen mit August Christian Ferdinand Krell. Oldenburg. 1850.